# Warehouse 13
Warehouse 13 ist eine US-amerikanische Science-Fiction-Serie, die nach einem Lagerhaus einer Geheimorganisation benannt ist, in dem „Artefakte“ mit magischen Kräften aufbewahrt werden, um die Menschheit vor ihnen zu beschützen. Produziert wurde die Serie von Jack Kenny, David Simkins und Jace Alexander für Syfy.
Die Dramedy von den Universal Studios wird als eine Mischung aus Akte X, Jäger des verlorenen Schatzes und Das Model und der Schnüffler beschrieben. Mit den ebenfalls für Syfy produzierten Serien Eureka – Die geheime Stadt und Alphas gab es Crossover-Folgen.

## Handlung

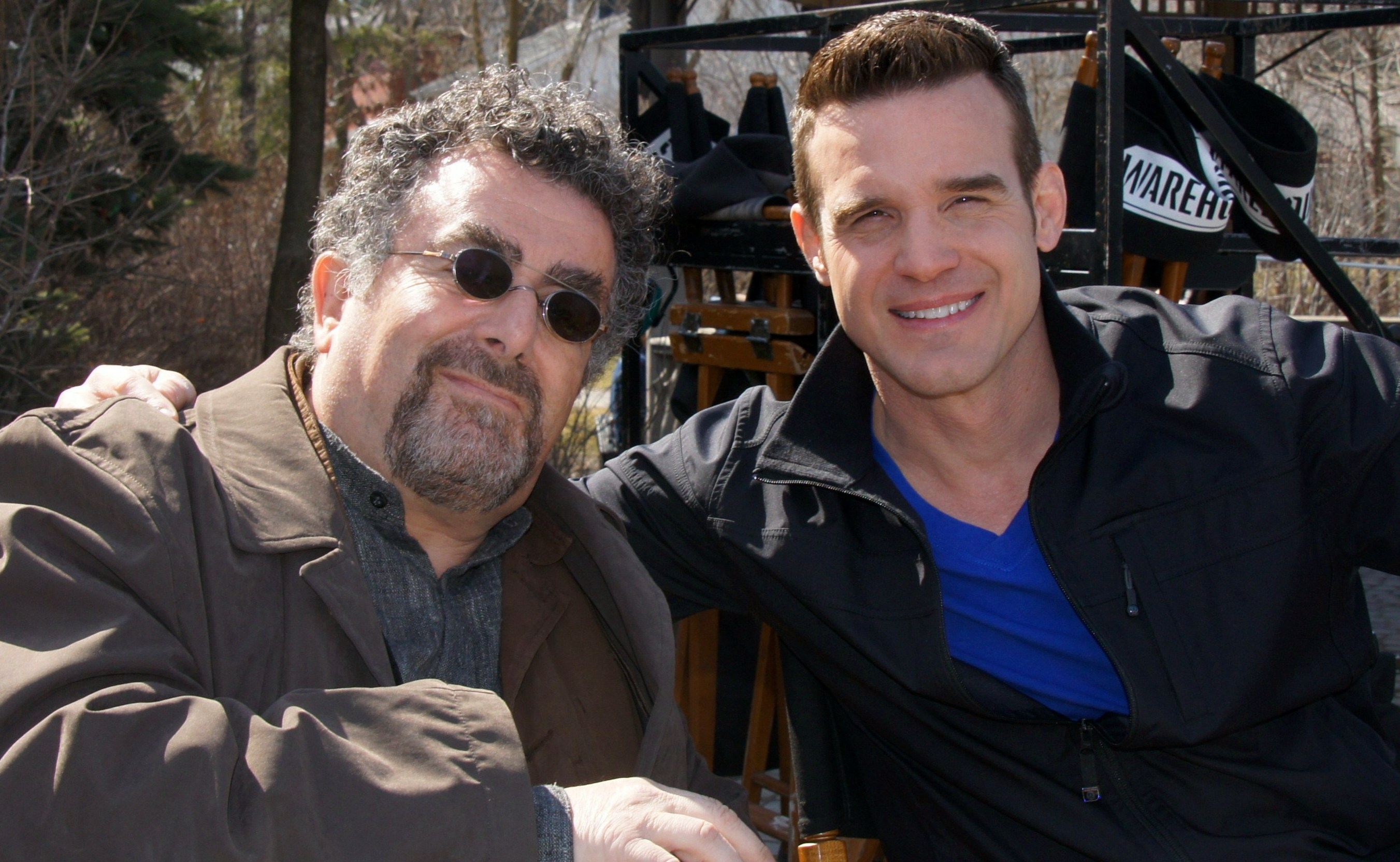
Saul Rubinek und Eddie McClintock

Die Serie handelt von einem Team aus Bundesagenten, die einem geheimen Lagerhaus in der Wüste South Dakotas zugeteilt wurden. Ihre Aufgabe ist es, die dort lagernden Artefakte zu bewachen, neu auftauchende aufzuspüren und einzulagern.
Die Artefakte hängen mit bestimmten historischen oder mythischen Figuren oder Ereignissen zusammen. Diese Ereignisse, die Art der Anfertigung oder die Verwendung selbst führten dazu, dass die Objekte mit jeweils einzigartigen Fähigkeiten ausgestattet wurden.
Es stellt sich im Laufe der Serie heraus, dass es sich nicht um eine Regierungsorganisation handelt, sondern um eine unabhängige Geheimorganisation. Diese Organisation arbeitet seit ihrem Anfangszeitpunkt – Gründer war Alexander der Große – lediglich mit der gegenwärtig mächtigsten Regierung zusammen. Gibt es in dieser Hinsicht Veränderungen, so wird ein neues Warehouse in der nun mächtigsten Nation erbaut. Diese Handlungsweise begründet sich der Serie zufolge dadurch, dass nur innerhalb des momentan leistungsfähigsten Staates eine angemessene Absicherung des Warehouse gewährleistet ist.
Die Secret-Service-Agenten Myka Bering und Pete Lattimer retten zu Beginn der Serie dem amerikanischen Präsidenten das Leben und werden daraufhin für das Warehouse 13 rekrutiert. Von nun an dessen Leiter Artie Nielsen unterstellt, ist es ihre Aufgabe, die Integrität der im Warehouse befindlichen Artefakte zu bewahren und sie vor Diebstahl zu schützen.
Die Protagonisten Myka und Pete sind zu Anfang recht verschieden: Myka ist eher logisch und rational veranlagt, während Pete oft emotional und instinktiv handelt. Eine wichtige Gemeinsamkeit ist hingegen, dass das Leben von beiden vom Verlust eines für sie wichtigen Menschen geprägt wurde: Pete verlor als Kind seinen Vater, der als Feuerwehrmann bei einem Einsatz ums Leben kam, und Myka verlor ihren früheren Partner, mit dem sie auch privat liiert war, als dieser vor ihren Augen von einem Kriminellen erschossen wurde. Die Zusammenarbeit der beiden verläuft aufgrund der unterschiedlichen Charaktere von Pete und Myka anfangs etwas holprig und es kommt zwischen ihnen häufig zu Meinungsverschiedenheiten, allerdings schweißt sie die gemeinsame Arbeit schnell zusammen, eine romantische Beziehung entsteht zwischen Myka und Pete allerdings nicht.
Viele Artefakte entwickeln ein Eigenleben, verschwinden z. B. selbständig und müssen von Pete und Myka wieder „eingefangen“ werden, zusätzlich stellen sie neu entdeckte Artefakte sicher und überführen sie ins Lagerhaus. Darüber hinaus kommt es auch des Öfteren vor, dass Personen Artefakte für ihre eigenen Zwecke missbrauchen und erst von Pete und Myka überzeugt werden müssen, dass sie diese dem Warehouse überlassen, was meist nicht ohne Komplikationen abläuft.

## Besetzung und Synchronisation

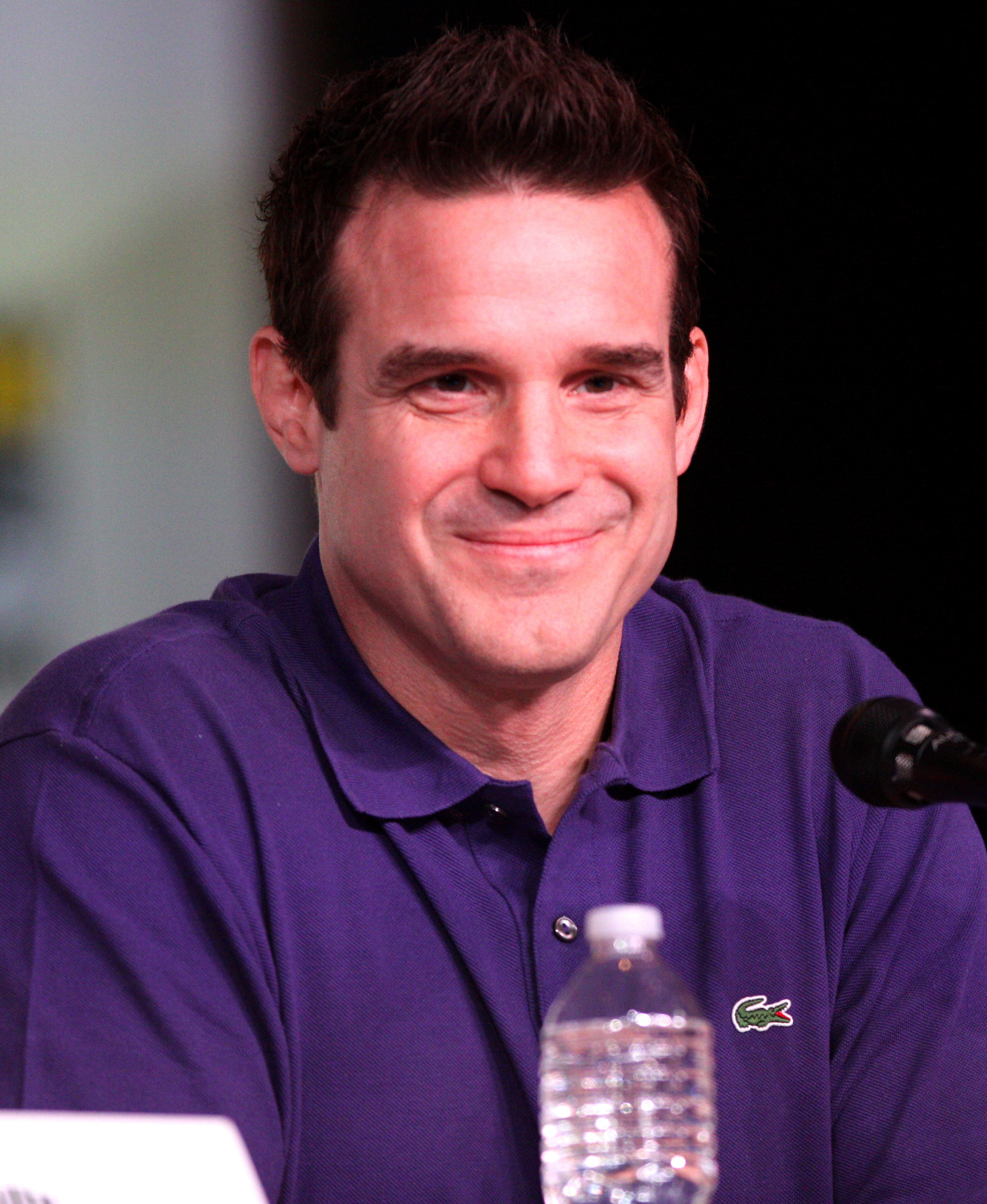
Eddie McClintock
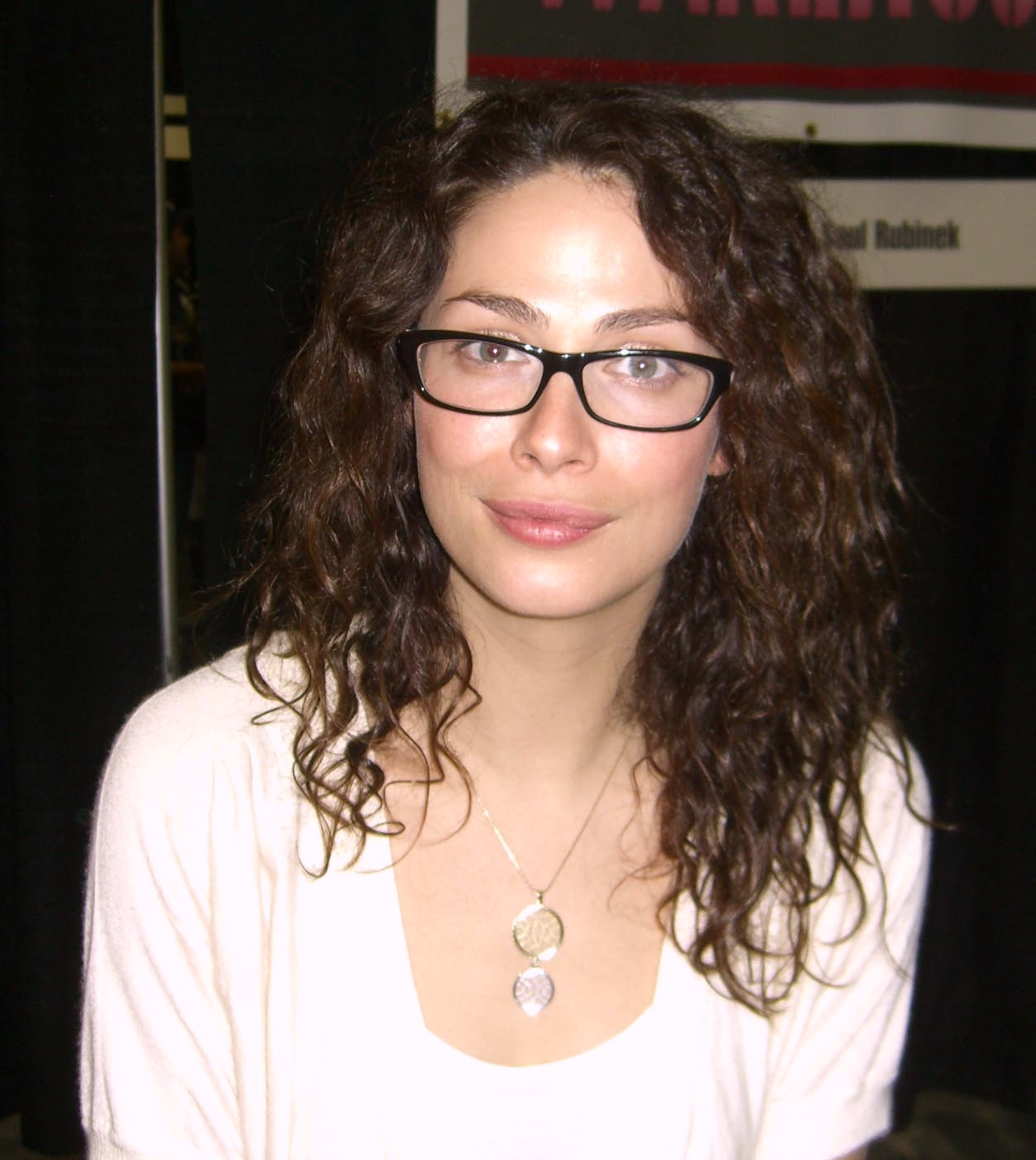
Joanne Kelly
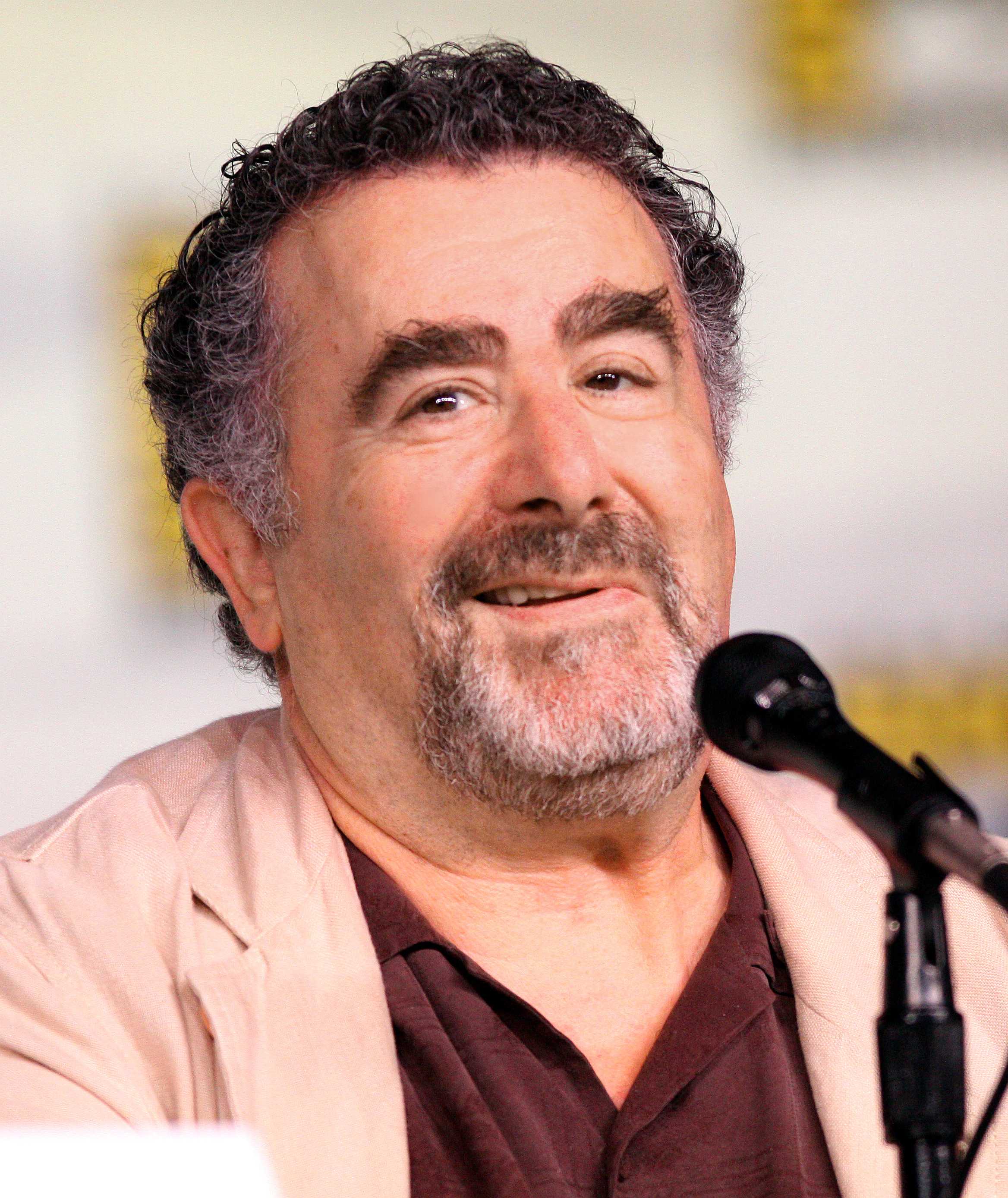
Saul Rubinek
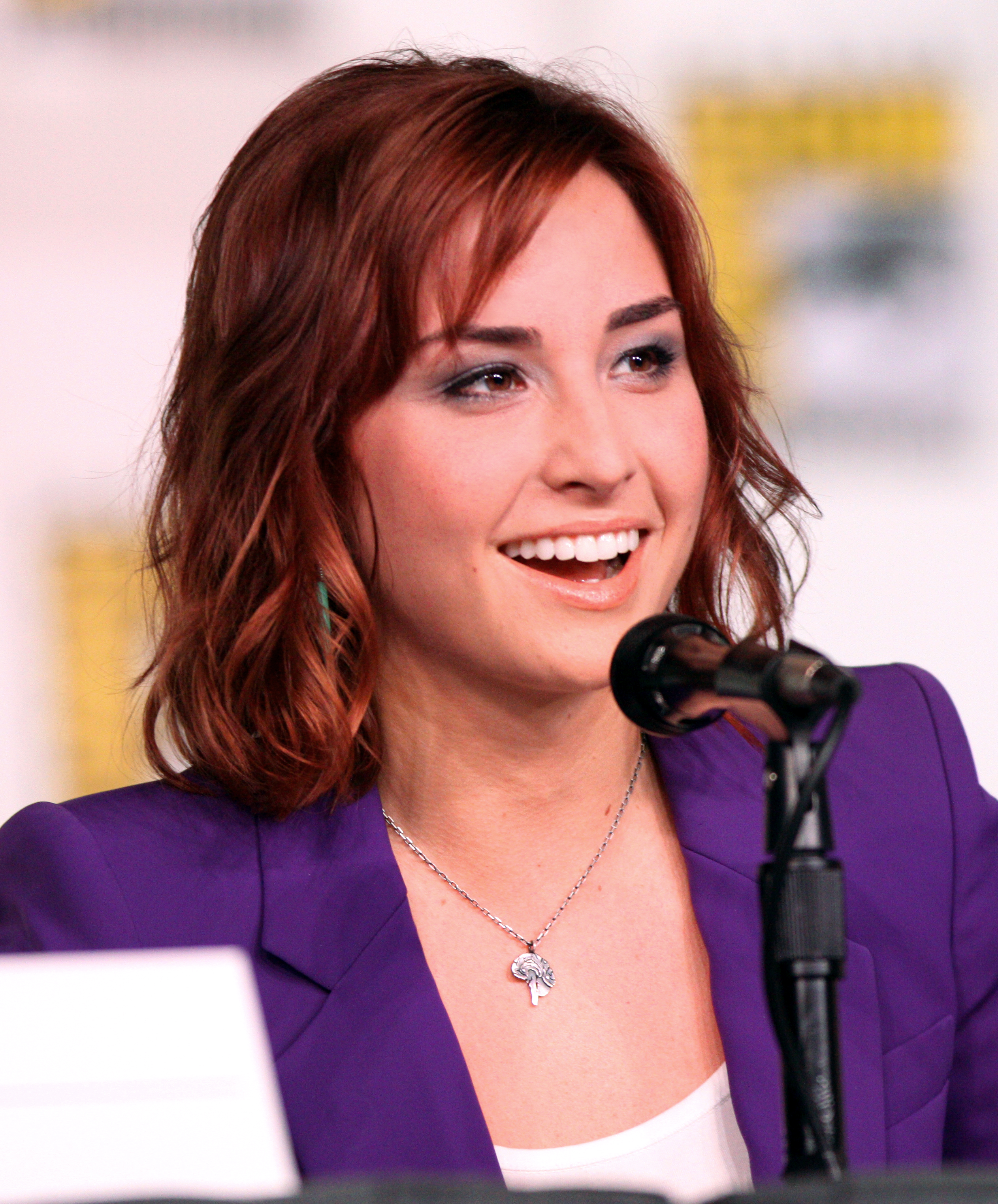
Allison Scagliotti
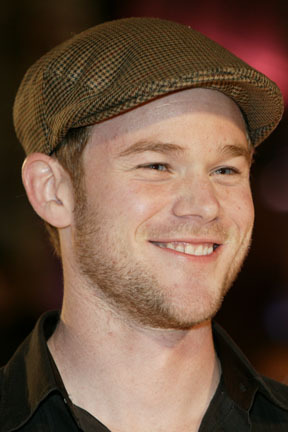
Aaron Ashmore

### Hauptbesetzung
| Rolle                  | Schauspieler       | Synchronsprecher         | Hauptrolle             | Nebenrolle           |
| ---------------------- | ------------------ | ------------------------ | ---------------------- | -------------------- |
| Peter „Pete“ Lattimer  | Eddie McClintock   | Simon Jäger              | 1.01–5.06              |                      |
| Myka Ophelia Bering    | Joanne Kelly       | Claudia Urbschat-Mingues | 1.01–5.06              |                      |
| Arthur „Artie“ Nielsen | Saul Rubinek       | Michael Pan              | 1.01–5.06              |                      |
| Leena                  | Genelle Williams   | Sonja Spuhl              | 1.01–4.12              | 4.20, 5.06           |
| Daniel Dickenson       | Simon Reynolds     | Erich Räuker             | 1.01, 1.02, 1.05, 1.07 | 2.09                 |
| Claudia Donovan        | Allison Scagliotti | Kaya Marie Möller        | 2.01–5.06              | 1.04–1.12            |
| Steven „Steve“ Jinks   | Aaron Ashmore      | Dominik Auer             | 4.02–5.06              | 3.01–3.08, 3.10–3.12 |

### Nebenbesetzung
| Rolle                  | Schauspieler         | Synchronsprecher    | Nebenrolle                                           |
| ---------------------- | -------------------- | ------------------- | ---------------------------------------------------- |
| Mrs. Irene Frederick   | CCH Pounder          | Martina Treger      | 1.01–5.06                                            |
| Joshua Donovan         | Tyler Hynes          | Kim Hasper          | 1.04–1.05, 2.01, 2.13, 4.09                          |
| James MacPherson       | Roger Rees           | Bernd Rumpf         | 1.07–2.02, 3.13, 4.11                                |
| Benedict Valda         | Mark Sheppard        | Frank Röth          | 1.10, 2.03, 2.06, 2.11, 5.01, 5.05                   |
| Helena G. „H.G.“ Wells | Jaime Murray         | Tanja Geke          | 2.01–5.06                                            |
| Dr. Kelly Hernandez    | Paula Garcés         | Maria Koschny       | 2.03–2.12, 5.04                                      |
| Todd                   | Nolan Gerard Funk    | Ricardo Richter     | 2.03, 2.04, 2.05, 2.09                               |
| Adwin Kosan            | Faran Tahir          | Charles Rettinghaus | 2.09, 2.12, 3.02, 3.08, 3.11, 4.01, 4.02, 4.07, 4.13 |
| Sally Stukowski        | Ashley Williams      | Ursula Hugo         | 3.01, 3.03, 3.06, 3.08                               |
| Jane Lattimer          | Kate Mulgrew         | Gertie Honeck       | 3.08–5.06                                            |
| Walter Sykes           | Anthony Michael Hall | Tobias Kluckert     | 3.09–4.01                                            |
| Bruder Adrian          | Brent Spiner         | Lutz Schnell        | 4.01–4.10                                            |
| Paracelsus             | Anthony Stewart Head | Thomas Nero Wolff   | 4.18–5.01                                            |

### Gastauftritte
Staffel 1
- Gabriel Hogan als Sam Martino (Folgen 1.01, 1.09, 3.07)
- Sarah Allen als Emiliy Krueger (Folge 1.01)
- Tom Barnett als Gas Attendant (Folge 1.01)
- Michael Boatman als Professor Ed Marzotto (Folge 1.01)
- Dillon Casey als Cody Thomas (Folge 1.01)
- Tricia Helfer als FBI-Agentin Bonnie Belski (Folge 1.02)
- Ivan Sergei als Ross (Folge 1.03)
- Marium Carvell als Mrs. Richman (Folge 1.04)
- Sophi Knight als Junge Claudia Donovan (Folge 1.04)
- Joe Flanigan als Jeff Weaver (Folge 1.05)
- Niall Matter als Gary Whitman (Folge 1.08)
- Erica Cerra als Jillian Whitman (Folge 1.08)
- Stephanie Barrett als Alice Lidell (Folge 1.08)
- Joe Morton als Rev. John Hill (Folge 1.09)
- Steve Cumyn als Petes Vater (Folgen 1.09, )
- Michael Hogan als Warren Bering (Folge 1.11)
- Susan Hogan als Jeannie Bering (Folgen 1.11 und 3.12)

Staffel 2
- Jewel Staite als Loretta (Folge 2.02)
- Sean Maher als Sheldon (Folge 2.02)
- Neil Grayston als Dr. Douglas Fargo (Folgen 2.05 und 3.06)
- Zack Ward als Tankwart Leo (Folge 2.05)
- René Auberjonois als Hugo Miller (Folgen 2.05, 3.03, 4.04 und 5.01)
- Tia Carrere als Agent Kate Logan (Folgen 2.06 und 2.09)
- Lindsay Wagner als Dr. Vanessa Calder (Folgen 2.07, 2.11, 3.03, 4.06 und 5.01)
- Christian Campbell als Jeff Russell (Folge 2.07)
- Hamish McEwan als Dr. Mahoney (Folge 2.07)
- Kamiran Aldabbagh als Philip (Folge 2.07)
- Scott Wickware als Coach Tappon (Folge 2.07)
- Robert Clark als Garry Gross (Folge 2.07)
- Cody Rhodes als Mykas Highschool-Schwarm (Folge 2.08)
- Jimi Shlag als Isaac Weisfelt (Folge 2.09)
- Armin Shimerman als Charlie Martin (Folge 2.10)
- Paul Blackthorne als Larry Newley (Folge 2.13)
- Jameson Kraemer als alternativer Santa (Folge 2.13)
- Jamie Bloch als Kallie (Folge 2.13)
- Judd Hirsch als Izzy Weisfelt (Folge 2.13)
- Kristi Angus als Lila (Folge 2.13)
- Marjorie Chan als Marla (Folge 2.13)
- Mark Wilson als Wilkie (Folge 2.13)

Staffel 3
- Mark Robinson als FBI-Agent (Folge 3.01)
- Marc Minardi als Mitarbeiter der Ausstellung (Folge 3.01)
- Dwain Murphy als ATF-Agent (Folge 3.01)
- Nikki Grant als Mädchen (Folge 3.01)
- Brad Austin als Logan (Folge 3.01)
- Megan Fahlenbock als Monica Hopper (Folge 3.01)
- Sasha Roiz als Marcus Diamond (Folge 3.03, 3.05–3.06, 3.08, 3.10–3.12, 4.18)
- Jeri Ryan als Amanda Lattimer (Folgen 3.04 und 4.09)
- Gareth David-Lloyd als Mr. Wolcott (Folge 3.05)
- Alessandra Torresani als Meagan Reese (Folge 3.09)
- Erick Avari als Caturanga (Folge 3.12)

Staffel 4
- Brian J. Smith als Jesse Ashton (Folge 4.03)
- Brett Geddes als Declan (Folge 4.04)
- Aaron Hale als Tommy (Folge 4.04)
- Justin Kelly als Brady Miller (Folge 4.04)
- Sam Huntington als Ethan Ellis (Folge 4.04)
- Timothy Omundson als Larry Kemp (Folge 4.05)
- Diana Bentley als Etoile-Kellnerin / Alice (Folge 4.06)
- Trevor Martin als Feuerwehrmann / Alice (Folge 4.06)
- Niamh Wilson als Alice Lidell (Folge 4.06)
- Melanie Scrofano als Kirsten /Alice (Folge 4.06)
- Daniel Della Penna als Krankenwagenfahrer / Alice (Folge 4.06)
- Amy Acker als Tracey (Folge 4.09)
- Michal Grzejszczak als Karl Steinbrück (Folge 4.10)
- Evan Buliung als Johann Steinbrück (Folge 4.10)
- Rayisa Kondracki als Anja Steinbrück (Folge 4.10)
- Polly Walker als Charlotte Dupres (Folgen 4.11, 4.14, 4.18–4.19)
- James Marsters als Professor Suton / Graf von Saint Germain (Folge 4.11, 4.19–4.20)
- Emily Bergl als Autumn Radnor (Folge 4.12)
- Patrick John Flueger als Ranger Evan Smith (Folge 4.12)
- Kelly Hu als Abigail Chow (Folgen 4.14, 4.15, 4.19, 4.20, 5.01)
- Joel Grey als Monty the Magnificent (Folge 4.14)
- Nora Zehetner als Rose (Folge 4.14)
- Steve Valentine als Val Preston (Folge 4.14)
- Alex Courey als Donny Shultz (Folge 4.15)
- Brian J. Graham als Officer Curtis (Folge 4.15)
- Ricardo Chavira als Detective Briggs (Folge 4.15)
- Tuc Watkins als Nate (Folge 4.15)
- Todd Stashwick als DA Hofgren (Folge 4.15)
- Charlie Weber als Liam Napier (Folge 4.16)
- Cherie Currie als Cherie Currie (Folge 4.16)
- Vladimir Jon Cubrt als Joe Barton (Folge 4.16)
- Ronnie Rowe als Rick Davis (Folge 4.16)
- Mary Krohnert als Christina Robertson (Folge 4.16)
- Daniella Evangelista als Anna (Folge 4.16)
- Landon Norris als Kyle Barton (Folge 4.16)
- Josh Blaylock als Nick Powell (Folge 4.17–4.20)

Staffel 5
- Rebecca Mader als Lisa da Vinci (Folge 5.01)
- Hardee T. Lineham als Marcus (Folge 5.01)
- Diane Johnstone als Krankenschwester (Folge 5.01)
- Jerald Bezener als schreiender Mann (Folge 5.01)
- Brian Paul als Senator Wilton (Folge 5.02)
- David Tompa als Gavin Tager (Folge 5.02)
- Chryssie Whitehead als Claire Donovan (Folge 5.02–5.05)

## Trivia
- Brent Spiner (Nebenrolle in Staffel 4) wird hier nicht von dessen Standard-Sprecher Michael Pan, sondern von Lutz Schnell synchronisiert. Pans Stimme wurde bereits für Hauptdarsteller Saul Rubinek vergeben.
- Saul Rubinek, Joe Morton, Erica Cerra und Nial Matter, die in Warehouse 13 und Eureka Hauptrollen übernehmen, wurden in der jeweils anderen Serie in Nebenrollen eingesetzt. Im Fall von Joe Morton wird auch derselbe Synchronsprecher verwendet. Die vier begegnen sich in den Crossover-Episoden allerdings nie.

## Vorspann
Der Vorspann aus Staffel 1 wurde für Staffel 2 lediglich um Allison Scagliotti erweitert. Es gibt nur jeweils einen Vorspann für alle normalen Folgen von Staffel 1 und 2. In Staffel 3 gibt es für die normalen Episoden drei verschiedene Versionen des Vorspanns. Diese zeigen beim hereinzoomen auf den Balkon vor dem Büro im Vordergrund des Warehouse verschiedene Gegenstände. In Episode 1 sind dies vier McDonnell Douglas AV-8, in Episode 2 ist es eine Gruppe von mit Tüchern verhüllten Statuen und in Episode 3 stehen 27 (drei Gruppen je neun Stück) Sportwagen im Vordergrund. Diese wiederholen sich danach in der genannten Reihenfolge. Die jeweiligen Weihnachtsfolgen Greatest Gift/Ist das Agentenleben nicht schön und Secret Santa/Der Geist der Weihnacht haben eigene weihnachtliche Abwandlungen des Vorspanns der jeweiligen Season. Eine Ausnahme ist die 10. Folge der 4. Staffel. Hier wird auf den eigentlichen Vorspann verzichtet und nur kurz der Warehouse 13-Schriftzug eingeblendet. Der Grund dafür ist, dass Claudia von Pete und Myka gerade von Leenas Tod erfahren hat.

## Ausstrahlung

### Vereinigte Staaten
Die Serie wurde am 7. Juli 2009 zum ersten Mal vom US-Fernsehsender Syfy in der Season 2009/2010 ausgestrahlt. Am 20. August wurde eine zweite Staffel bestellt, die ab dem 6. Juli 2010 auf Syfy ausgestrahlt wurde. Nach dem Ende der regulären Staffel wurde am 7. Dezember 2010 zusätzlich eine spezielle Weihnachts-Folge ausgestrahlt.
Am 4. Oktober 2010 verlängerte Syfy die Serie um eine dritte Staffel. Die Produktion begann im Februar 2011 in Toronto, die Ausstrahlung in den Vereinigten Staaten erfolgte vom 11. Juli bis zum 6. Dezember 2011. Mitte August 2011 gab Syfy bekannt, dass es eine vierte Staffel geben wird, deren Umfang nachträglich auf 20 Episoden aufgestockt wurde. Am 23. Juli 2012 begann die Ausstrahlung der vierten Staffel und endete am 8. Juli 2013. Die Ausstrahlung der zweiten Hälfte der vierten Staffel erfolgte vom 29. April bis zum 8. Juli 2013.
Mitte Mai 2013 verlängerte Syfy die Serie um eine fünfte und letzte Staffel mit sechs Episoden, deren Ausstrahlung vom 14. April bis zum 19. Mai 2014 zu sehen war.

### Deutschland
Der Pay-TV-Sender Syfy strahlte die Serie ab dem 20. September 2010 als Deutschlandpremiere aus. Die zweite Staffel war vom 2. bis 11. Mai 2011 auf Syfy zu sehen, die dritte Staffel wurde vom 9. bis 21. Mai 2012 ausgestrahlt. Die erste Hälfte der vierten Staffel (zehn Folgen, nach US-Vorbild) zeigte der Sender vom 8. bis 23. Mai 2013. Die zweite Hälfte (weitere zehn Folgen) war erst etwa 1 Jahr später ab dem 14. Mai 2014 zu sehen. Die finale fünfte Staffel (sechs Folgen) wurde vom 11. bis 25. November 2014 erstmals auf SyFy Deutschland ausgestrahlt.
Die Rechte für die Erst-Ausstrahlung im Free-TV sicherte sich RTL II und strahlte die erste Staffel vom 27. April bis 8. Juni 2011 aus. Die Ausstrahlung der zweiten Staffel erfolgte vom 7. September bis zum 19. Oktober 2011 in Doppelfolgen. Die dritte Staffel wurde zwischen dem 27. April und 25. Mai 2013 auf RTL 2 ausgestrahlt.
Die vierte Staffel wurde wiederum auf RTL II ab 18. Oktober 2014 in Doppelfolgen (anschl. noch jeweils eine alte Folge als Wiederholung) gezeigt. Ab dem 1. Mai 2015 strahlte RTL II die finale fünfte Staffel aus.
Ab dem 19. Oktober 2015 zeigte der Sender ProSieben Maxx die Serie als Wiederholung in chronologischer Reihenfolge.

## DVD-Veröffentlichung
Vereinigte Staaten
- Staffel 1 erschien am 29. Juni 2010
- Staffel 2 erschien am 28. Juni 2011
- Staffel 3 erschien am 10. Juli 2012
- Staffel 4 erschien am 9. Juli 2013
- Staffel 5 erschien am 20. Mai 2014

Großbritannien
- Staffel 1 erschien am 28. Juni 2010
- Staffel 2 erschien am 19. September 2011
- Staffel 3 erschien am 17. September 2012
- Staffel 4 erschien am 2. September 2013
- Staffel 5 erschien am 15. September 2014

Australien
- Staffel 1 erschien am 2. März 2011
- Staffel 2 erschien am 4. Juli 2012

Deutschland
- Staffel 1 erschien am 9. Juni 2011
- Staffel 2 erschien am 1. Dezember 2011
- Staffel 3 erschien am 27. Juni 2013
- Staffel 4 erschien am 27. Februar 2014
- Staffel 5 erschien am 12. Februar 2015